# Xperia PRO
Xperia PRO（エクスペリア プロ）はソニーモバイルコミュニケーションズ（現：ソニー）によって開発された、第5世代移動通信システム (5G) 対応のAndroid搭載端末である。Xperia 1 II、Xperia 10 IIとともに2020年（令和2年）2月24日に公式YouTubeチャンネルにて発表された。当初の予定ではスペイン・バルセロナの携帯電話展示会「MWC2020」にてソニーモバイルコミュニケーションズより発表される予定であったが、コロナウイルスの感染防止のため中止された。
日本ではソニーからSIMフリー版が2021年2月10日に発売された。

## 概要
本機種はXperiaシリーズの2020年度機種となる。2020年の新商品の1つとしてソニーモバイルコミュニケーションズ（現：ソニー）から発表された。
同日に発表されたXperia 1 II、Xperia 10 IIと異なり、発売時期は未定であったが、
2021年01月27日に同社新製品発表会にて発売日が発表された。

## 歴史
- 2020年2月24日 - 同社YouTubeチャンネルより発表。
- 2021年1月27日 - 同社新製品発表会にて発売日の発表。
- 2021年2月10日 - 国内SIMフリー版（XQ-AQ52）発売。